# Costa de Marfil en los Juegos Olímpicos de México 1968
Costa de Marfil estuvo representada en los Juegos Olímpicos de México 1968 por diez deportistas masculinos que compitieron en dos deportes.
El equipo olímpico marfileño no obtuvo ninguna medalla en estos Juegos.